# Rudolf Henčl
Rudolf Henčl, né en 1896 et mort le 9 janvier 1948, est un dirigeant tchécoslovaque de football.

## Biographie
Membre du conseil municipal de Prague, Rudolf Henčl devient dans les années 1910, le président du FK Viktoria Žižkov. Il devient ensuite le sélectionneur de la sélection nationale tchécoslovaque en 1925, puis de 1927 à 1929. Il dirige les joueurs tchécoslovaques sur un total de 22 matchs.
Durant la seconde Guerre mondiale, il est capturé sur le front russe. De retour de la guerre, il revient à Prague et occupe des postes politiques locaux majeurs jusqu'à sa mort en 1948.